# Murga, Kărdjali
Murga (în bulgară Мурга) este un sat în comuna Cernoocene, regiunea Kărdjali,  Bulgaria.

## Demografie
Componența etnică a satului Murga
     Turci (100%)
     Nicio identificare (0%)
     Altele (0%)
La recensământul din 2011, populația satului Murga era de 38 locuitori. Din punct de vedere etnic, majoritatea locuitorilor (100%) erau turci. Pentru 0% din locuitori nu este cunoscută apartenența etnică.